# 西多羅維奇
50°59′14″N 29°35′29″E / 50.98722°N 29.59139°E
西多羅維奇（烏克蘭語：Сидоровичі）是位於烏克蘭北部的村莊，由基辅州维什霍罗德区的伊萬基夫市鎮負責管轄。該村始建於1553年，面積1.9平方公里，2001年人口320，人口密度每平方公里168.4人。